# Indicatif régional 512

Carte de l'État du Texas avec les territoires de ses indicatifs régionaux. L'indicatif régional 512 est en blanc.

L'indicatif régional 512 est l'un des multiples indicatifs téléphoniques régionaux de l'État du Texas aux États-Unis. Selon les plans actuels (en 2011), l'indicatif régional 737 sera ajouté par chevauchement sur l'indicatif régional 512 à une date non encore déterminée.
Cet indicatif dessert la région de Austin.
La carte ci-contre indique en blanc le territoire couvert par l'indicatif 512.
L'indicatif régional 512 fait partie du Plan de numérotation nord-américain.

## Villes desservies par l'indicatif
- Austin
- Bastrop
- Bertram
- Briggs
- Buchanan Dam
- Buda
- Burnet
- Cedar Creek
- Cedar Park
- Coupland
- Dale
- Del Valle
- Driftwood
- Dripping Springs
- Elgin
- Fentress
- Georgetown
- Hutto
- Jarrell
- Kempner
- Kyle
- Lampasas
- Leander
- Liberty Hill
- Lockhart
- Lometa
- Manchaca
- Manor
- Martindale
- Maxwell
- McDade
- McNeil
- Muldoon
- Pflugerville
- Prairie Lea
- Rockdale
- Round Rock
- San Marcos
- Smithville
- Spicewood
- Staples
- Taylor
- Thorndale
- Thrall
- Walburg
- Weir
- Wimberley